# EXA IDOL COMPLEX〜Super duper!
『EXA IDOL COMPLEX〜Super duper!』（エグザアイドルコンプレックス・スーパーデューパー）は、2016年10月15日にavex traxから発売されたライブアイドルのコンピレーション・アルバム。

## 解説
エイベックスのアーティストの曲をライブアイドルが各々の解釈でアレンジ/カバーしたコンピレーション・アルバム。エイベックス側でアイドルの選択を行った。各アイドルのライブ会場で販売。

## 収録曲
（括弧内はオリジナルアーチスト）
1. BOY MEETS GIRL（TRF）/ハニースパイス
2. EZ DO DANCE（TRF）/8princess
3. CRAZY GONNA CRAZY （TRF）/原宿物語
4. 寒い夜だから…（TRF）/Jeanne Maria
5. survival dAnce 〜no no cry more〜（TRF）/loop
6. 満月にSHOUT!（相川七瀬）/ケミカル⇄リアクション
7. Sweet Emotion（相川七瀬）/Barbee
8. SAMURAI DRIVE（hitomi）/虹色幻想曲～プリズム・ファンタジア～
9. LOVE 2000（hitomi）/Tick☆tik
10. Starry Heavens（day after tomorrow）/少女第九楽章-ガールズアンセム-
11. Face the change（Every Little Thing）/S☆UTHERN CROSS
12. 出逢った頃のように（Every Little Thing）/鈴木花純（ex.テレジア）&Chelip
13. Dear My Friend（Every Little Thing）/PLC
14. FACE（globe）/Aphrodite、instrumental
15. Can't Stop Fallin' in Love（globe）/clipclip
16. DEPARTURES（globe）/デスラビッツ